# Schachfreunde Berlin
Die Schachfreunde Berlin 1903 sind ein deutscher Schachverein mit Sitz in Berlin-Schöneberg. Die erste Mannschaft des Vereins spielte 24 Jahre lang in der Schachbundesliga und tritt in der Saison 2023/24 in der 2. Bundesliga Nord an.

## Geschichte

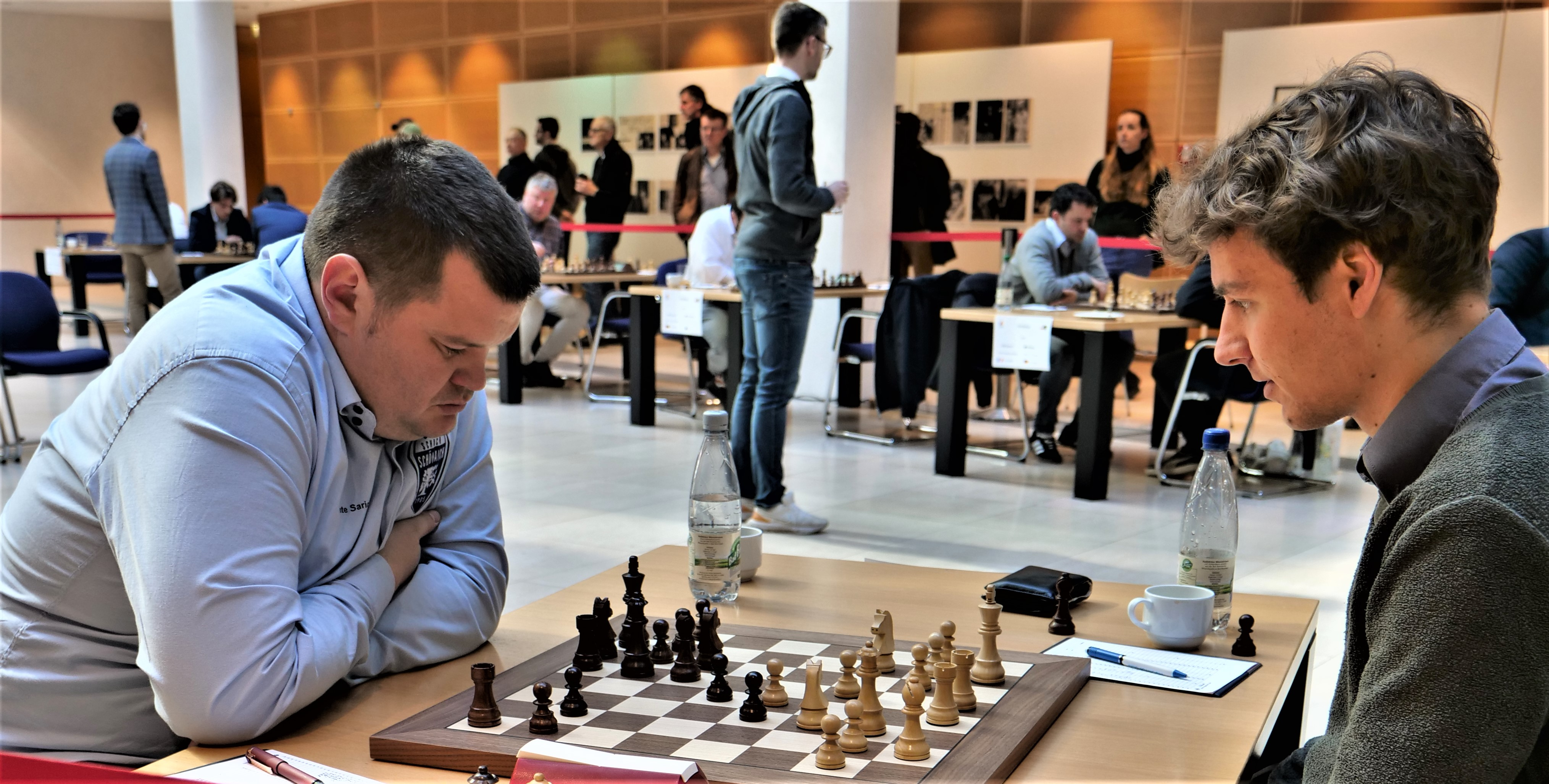
Max Hess (re.) für die Schachfreunde am 2. April 2023 im Berliner Willy-Brandt-Haus in der gewonnenen Partie am siebten Brett gegen Ante Šarić (TSV Schönaich)

Die Geschichte des Vereins begann am 6. Mai 1903 mit der Gründung des Schachclub Neukölln, der seit seinem 50-jährigen Bestehen als Schachclub Neukölln 03 antrat. 1955 gelang dem Schachclub, der in der Berliner Stadtliga antrat, der Gewinn des Berliner Mannschaftspokals. Am 7. September 1967 fusionierte der Verein mit dem Lokalrivalen Neuköllner Schachfreunde zum Verein Schachfreunde 03 Neukölln. 1997 gelang erstmals der Aufstieg in die Schachbundesliga, ab 2001 nahm der Verein mehrfach am European Club Cup teil.
Bei einem Turnier auf Kreta lernte 2003 der spätere Schachweltmeister Magnus Carlsen die Schachfreunde Neukölln kennen. Sie luden ihn zum Wasserballspiel im Hotelpool ein. Die Geste hatte zur Folge, dass Carlsen in der Saison 2004/05 für den Verein in der Schachbundesliga spielte. In zwei Partien erzielte Carlsen an Brett 1 einen halben Punkt.
Im Jahr 2005 zog der Verein von Neukölln nach Schöneberg um und änderte am 30. November 2005 seinen Namen in Schachfreunde Berlin 1903.
In den Spielzeiten 2016/17 und 2017/18 richtete der Verein die zentrale Endrunde der Schachbundesliga aus.
In der Saison 2022/23 belegte der Verein am Ende den 13. Platz und stieg ab.

Schachfreunde Berlin während des 13. Spieltags der Schachbundesliga gegen TSV Schönaich am 2. April 2023 im Willy-Brandt-Haus
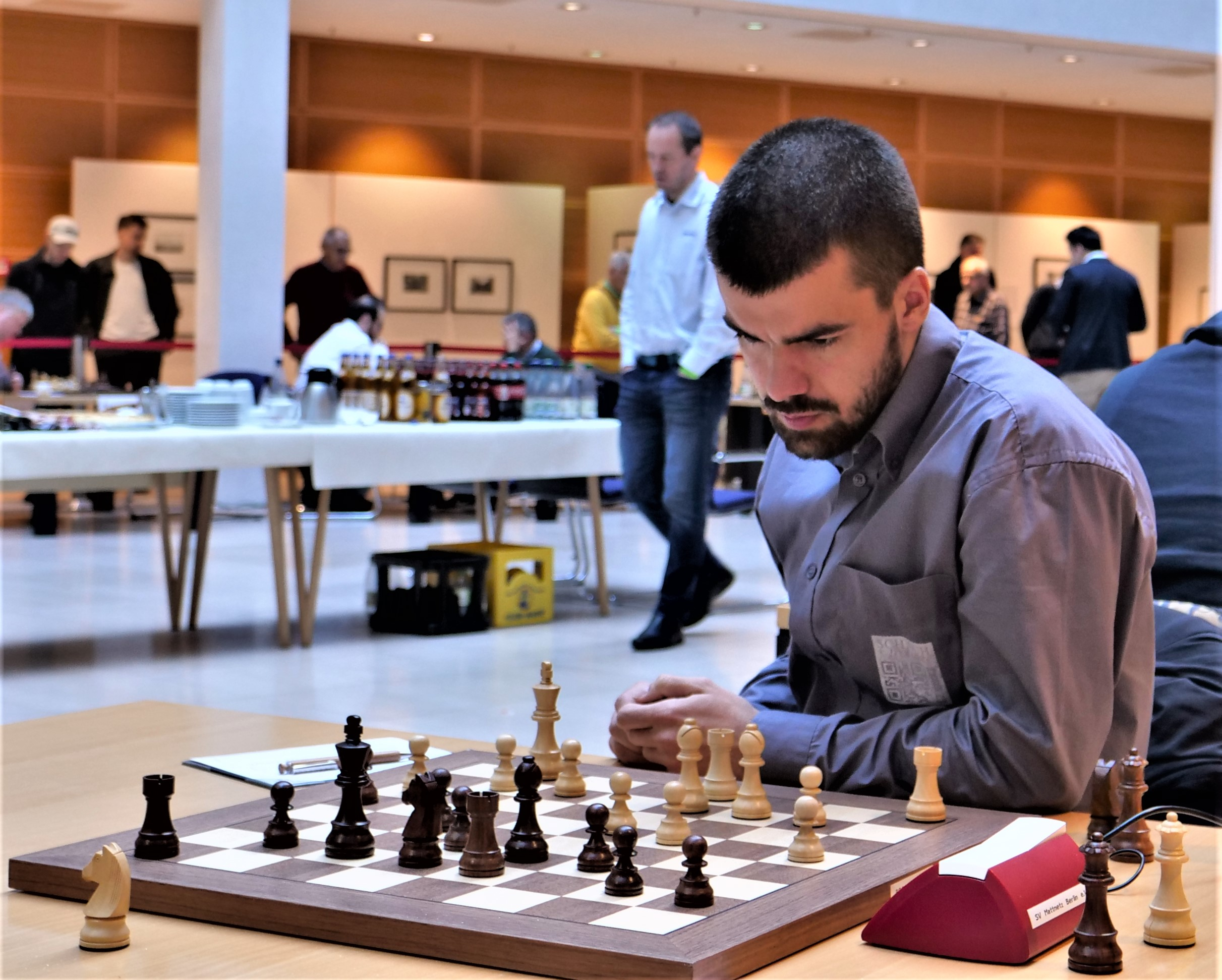
Jan-Christian Schröder am ersten Brett gegen Marin Bosiočić
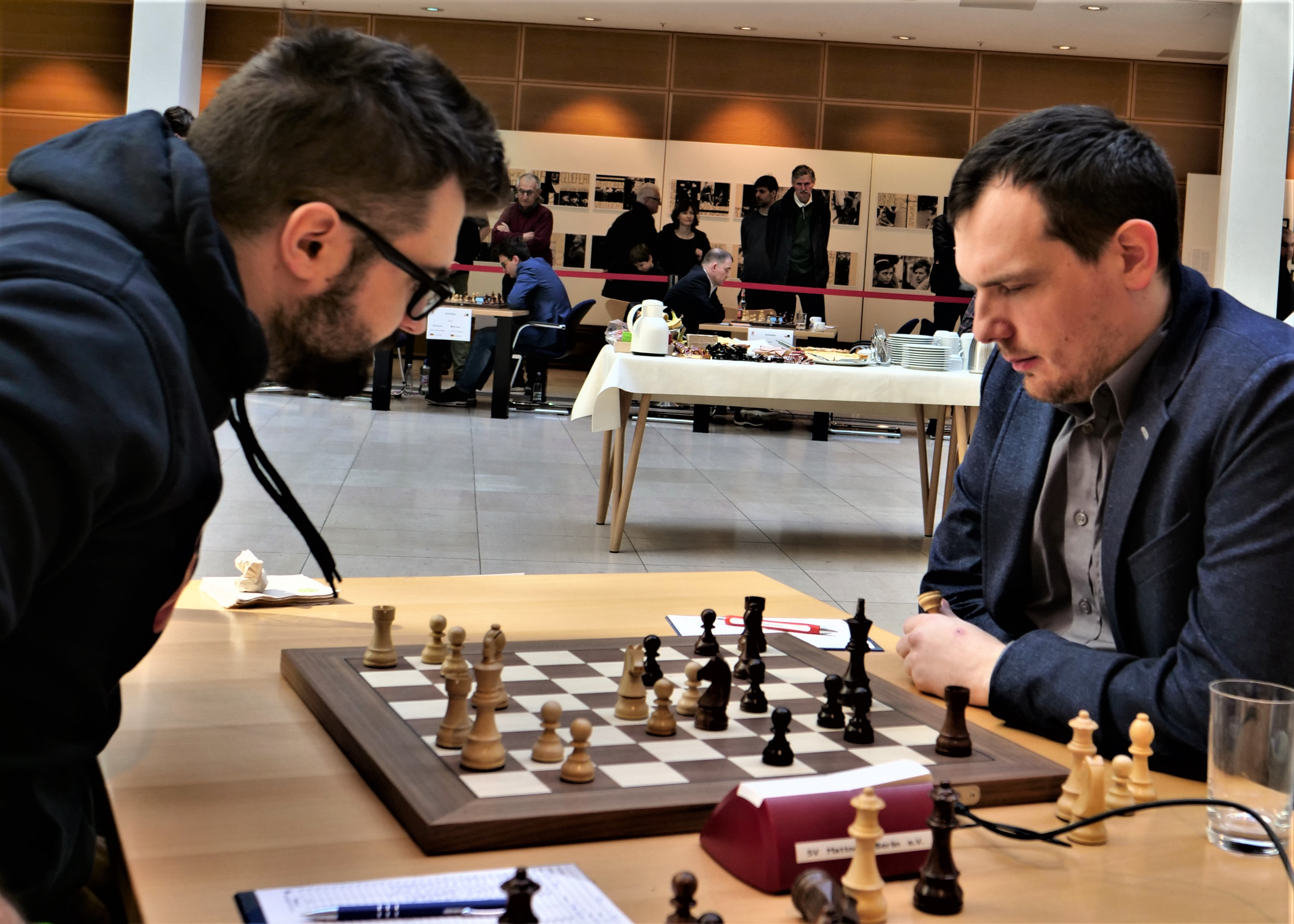
Kacper Piorun (re.) am zweiten Brett gegen Denis Kadrić
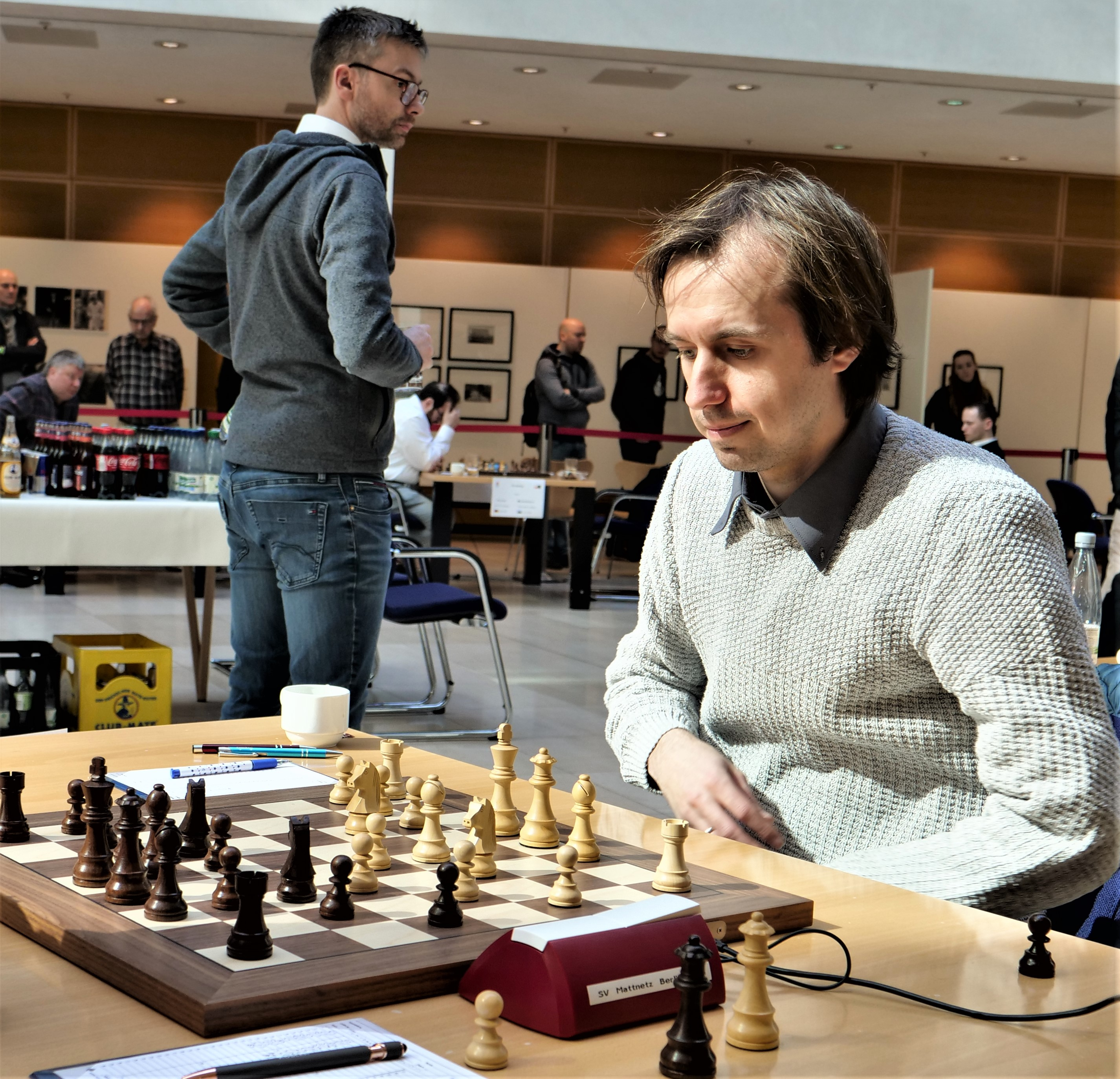
Jacek Tomczak am dritten Brett gegen Ivan Ivanišević
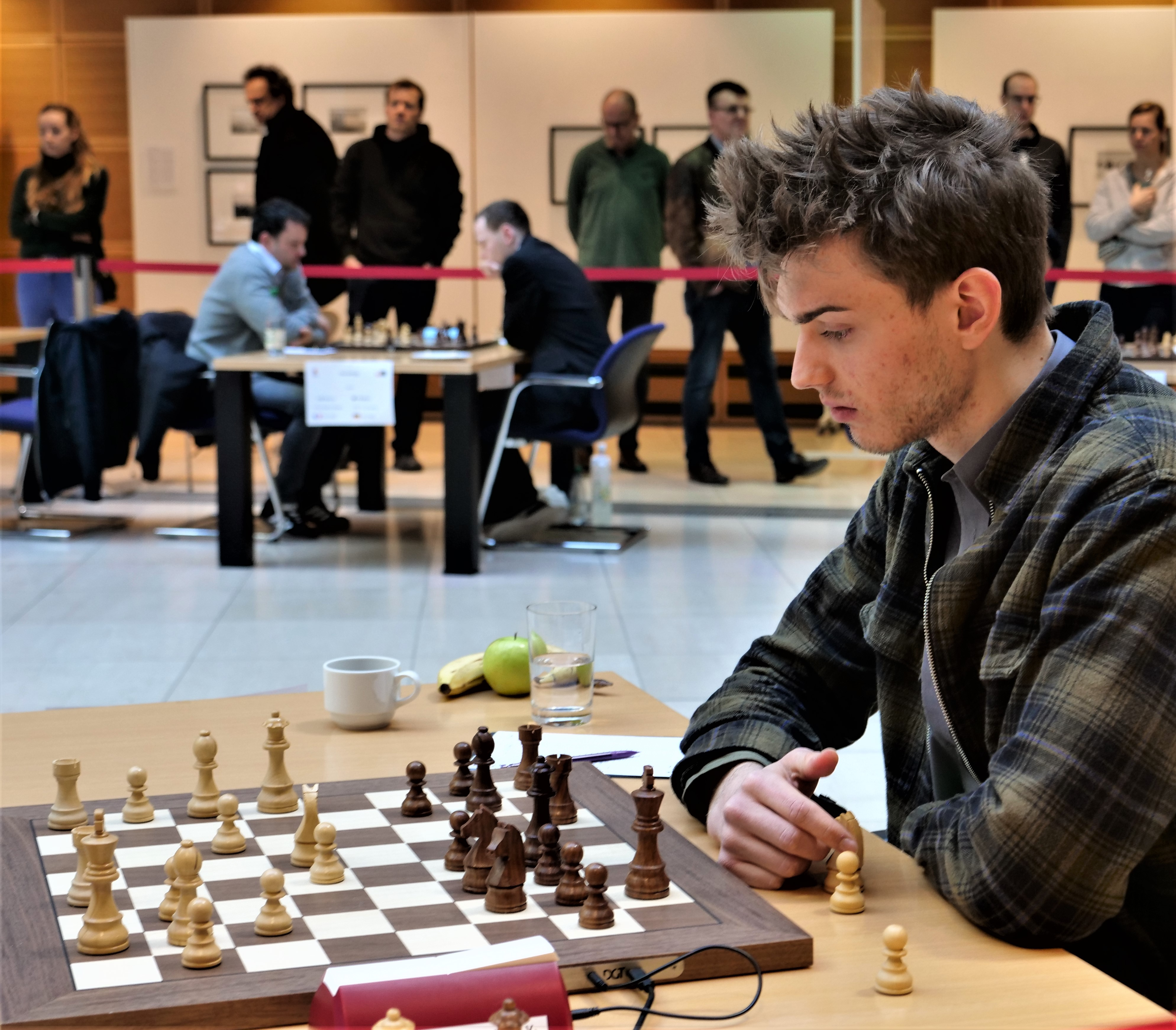
Felix Blohberger am sechsten Brett gegen Nils Richter
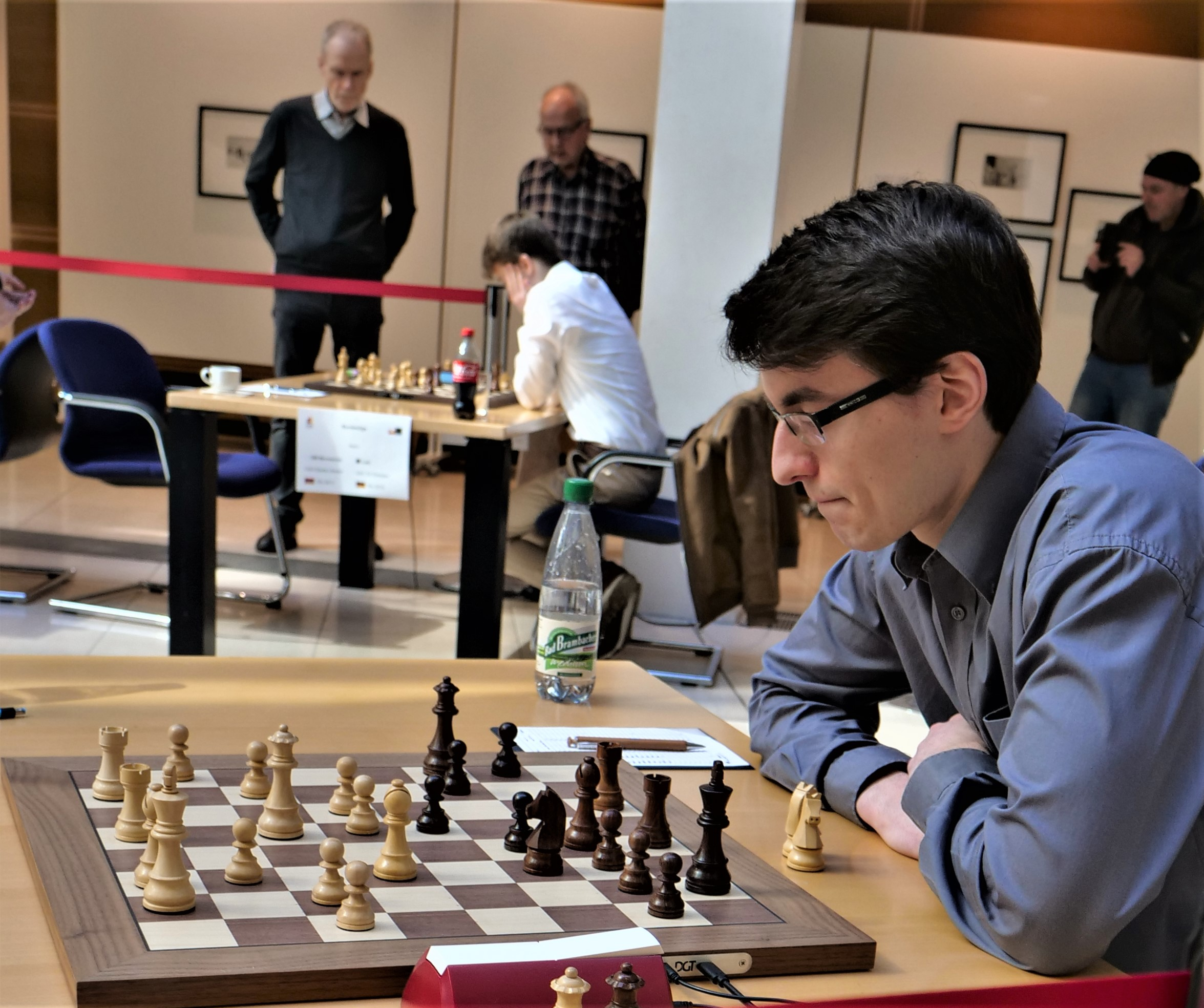
Emil Schmidek am achten Brett gegen Jadranko Plenča